# مدن غروب الشمس
مدن غروب الشمس، والمعروفة أيضا باسم المدن الرمادية، هي عبارة عن بلديات وأحياء يسكنها البيض فقط، في الولايات المتحدة والتي تمارس شكلًا من أشكال الفصل العنصري، من خلال استبعاد غير البيض بواسطة مزيج من القوانين المحلية التمييزية والتخويف أو العنف. كما تم إنشاء مقاطعات وضواحي غروب الشمس بأكملها بنفس الأسلوب. جاء هذا المصطلح (مدن غروب الشمس) من اللافتات التي كانت تدعو "الملونين" إلى مغادرة المدينة قبل غروب الشمس. لم تكن هذه الممارسة مقصورة على الولايات الجنوبية، حيث أنه حتى أوائل الستينيات كان المسافرين السود غير مرحب بهم في ولايات مثل ألاباما أو جورجيا."
تميّز السياسات والإجراءات التمييزية مدن غروب الشمس عن البلدات التي ليس فيها سكان سود لأسباب ديموغرافية. تاريخيًا، تم تثبيت المدن على أنها مدن غروب الشمس من خلال مقالات الصحف، وتاريخ المقاطعات، وملفات إدارة تقدم الأشغال، المدعومة بسجلات الضرائب أو التعداد السكاني في الولايات المتحدة التي تظهر غياب السود أو انخفاض حاد في عدد السكان السود بالمقارنة بين احصائين سكانيين.

## تاريخ
تعود أولى اجراءات التقييد القانونية على النشاطات والتحركات الليلية للأمريكيين من أصل أفريقي وأقليات عرقية أخرى إلى الحقبة الاستعمارية.
حيث أن المحكمة العامة والمجلس التشريعي لولاية نيوهامبشاير أقرا قانوناً لمنع الاضطرابات الليلية في عام 1714.
وفيما يلي بيان تبليغ يؤكد على حظر التجول نشرفي جريدة نيوهامبشايرالرسمية في 1764 و1771:
بما أن أعمال شغب كبرى وتجاوزات وسرقات، تسببت بإثارة قلق وإزعاج لجلالة الملكة، والتي قام بها في أغلب الأوقات إما هنود أو زنوج أو خدم من أصول مختلطة أو عبيد، لذلك سوف يكون من غير المسموح لأي هندي أو زنجي أو شخص من ذوي العرق المختلط أن يخرج من منزله بعد التاسعة مساءً.
مع انتهاء حقبة إعادة الإعمار، أصبحت الآلاف من البلدات والمقاطعات في جميع أنحاء الولايات المتحدة مناطق غروب الشمس، كجزء من فرض قوانين جيم كرو وغيرها من الممارسات العنصرية، حيث كان الاستبعاد في أغلب الحالات هو سياسة المدينة الرسمية، أو تم إصداره من قبل وكلاء العقارات في المجتمع عبر تعاقدات اقصائية تحكم من يمكنه شراء أو تأجير العقارات. في حالات أخرى، تم تطبيق هذه السياسة من خلال التخويف.[بحاجة لمصدر] حيث أن هذا التخويف كان يحدُث بعدة طرق، بما في ذلك المضايقات من قبل ضباط إنفاذ القانون. على الرغم من أن أغلب الناس يعتقدون أنه شيء من الماضي، حيث أنه تم إلغاء العقود المقيدة عنصريًا من قبل المحكمة العليا في عام 1948 قرار Shelley v. Kraemer- إلا أن مئات المدن لاتزال تستمرعملياً في استبعاد السود والأقليات الأخرى في القرن الحادي والعشرين.
في عام 1844 حظرت ولاية أوريغون الأمريكيين الأفارقة دخول الإقليم تمامًا. والذين لم يتمكنوا من المغادرة يمكن أن يتعرضوا للجلد بموجب قانون يعرف باسم «قانون بيتر بورنيت للجلد»، الذي سمي على اسم القاضي الأعلى المؤقت بيتر بورنيت. لكن لم يُجلد أي شخص بموجب القانون، لأنه تم تعديله بسرعة ليحل محل الجلد، عقوبة العمل بالسخرة. وألغي بعد ذلك في العام التالي بعد تغييرفي بنية الهيئة التشريعية. ومع ذلك، أُقرّت قوانين إضافية بخصوص دخول الأميركيين من أصل أفريقي إلى ولاية أوريغون في عام 1849 و1857، وآخرتلك القوانين لم يلغى حتى عام 1926. كان هذا القانون في ولاية أوريغون نذيرًا لقوانين مستقبلية تقيد المكان الذي يمكن أن تعيش فيه الأقليات، ليس فقط في ولاية أوريغون ولكن في الولايات القضائية الأخرى.
تطلّعت أماكن أخرى خارج أوريغون إلى قوانين وتشريعات تساعد في تقييد إقامة السود داخل المدن والبلدات والولايات. ومن الأمثلة على ذلك مدينة لويزفيل بولاية كنتاكي، التي اقترح رئيسها قانونًا في عام 1911 من شأنه تقييد امتلاك السود للعقارات في أجزاء معينة من المدينة. حاز هذا المرسوم على اهتمام الناس عندما تم الطعن فيه في المحكمة العليا الأمريكية في قضية Buchanan v. Warley في عام 1917. في النهاية، قررت المحكمة أن القوانين التي تم تمريرها في لويزفيل كانت غير دستورية، فكانت تلك سابقة قانونية تمنع فيما بعد إيجاد وإصدارقوانين مماثلة في المستقبل. لم يمنع هذا الانتصار القانوني الوحيد البلدات من االتحول التدريجي إلى مدن غروب الشمس. حيث استخدم مخططو المدن والشركات العقارية سلطتهم ونفوذهم لضمان بقاء المجتمعات البيضاء بيضاء، وتظل المجتمعات السوداء سوداء. كان هؤلاء أفرادًا يتخذون قرارات لصالح أنفسهم أو أرباح شركاتهم أو سلامة مدنهم المزعومة، لذلك غالبًا ما تم تجاهل أساليبهم في إنشاء مدن غروب الشمس من قبل المحاكم. بالإضافة إلى قوانين الإسكان الغير عادلة، لجأ المواطنون إلى العنف والمضايقة ليمنعوا السود من البقاء في مدنهم بعد غروب الشمس. وحين شعر البيض في الشمال أن أسلوب حياتهم الذي اعتادوا عليه مهدد بسبب الانتقال المتزايد للأقليات إلى أحيائهم، بدأت التوترات العرقية في الظهور وتحول هذا التوترفي أغلب الأحيان إلى عنف، وأحيانًا إلى تطرف، مثل أعمال الشغب العرقية في ديترويت عام 1943.
منذ ظهور حركة الحقوق المدنية في الخمسينيات والستينيات، وخاصة بعد صدور قانون الإسكان العادل لعام 1968 الذي يحظر التمييز العنصري في بيع وتأجير وتمويل الإسكان، انخفض عدد مدن غروب الشمس. ومع ذلك، كما كتب عالم الاجتماع جيمس ويليام لوين في كتابه (مدن غروب الشمس: البعد الخفي للعنصرية الأمريكية): من المستحيل حساب عدد مدن الغروب بدقة في أي وقت، لأن معظم المدن لم تحتفظ بسجلات عن المراسيم أو العلامات التي تجعل مدينة ما مدينة غروب الشمس. ويشير كذلك إلى أن مئات المدن في جميع أنحاء أمريكا كانت بلدات غروب الشمس في مرحلة ما من تاريخها.
بالإضافة إلى ذلك، كتب جيمس لوين أن حالة غروب الشمس تعني أكثر من مجرد أن الأمريكيين من أصل أفريقي كانوا ممنوعين من العيش في هذه المدن. تعني أن أي شخص أسود دخل أو تم العثور عليه في بلدات غروب الشمس بعد غروب الشمس سوف يتعرض للمضايقات والتهديدات والعنف، بما في ذلك الإعدام خارج نطاق القانون.
في عام 1954 حكمت المحكمة العليا في قضية بين مجلس التعليم وبراون بأن سياسة الفصل العنصري بين المدارس غير دستورية. يقول لوين بأن القضية تسببت في تحول بعض البلديات في الجنوب إلى مدن غروب الشمس، حيث شهدت ولايات مثل ميزوري وتينيسي وكنتاكي بعد القرار، انخفاضًا حادًا في السكان الأمريكيين من أصل أفريقي الذين يعيشون هناك.

## أدلة عملية

### أعمال الطرد العرقية
لم يكن الأمريكيون الأفارقة هم الأقلية الوحيدة التي لم يُسمح لها بالعيش في المدن البيضاء. أحد الأمثلة على ذلك حسب ما أشارجيمس لوين، أنه في عام1870 كان الصينيون يشكلون ثلث سكان ولاية أيداهو. لكن بحلول عام 1910، بعد موجة من العنف واتفاقية مناهضة للصين عام 1886 في مدينة بويز، لم يتبق أياً منهم تقريباً. :51 في مثال آخر، قيل إن بلدة غاردنرفيل في نيفادا كانت تطلق صافرة في الساعة 6 مساءً يوميًا لتنبيه السكان الأصليين للمغادرة بحلول غروب الشمس. :23 هناك أيضاً مثالان إضافيان للوحتي طرق من اللوحات العديدة التي تم توثيقها خلال النصف الأول من القرن العشرين مكتوب عليهما التالي:
- في كولورادو: «لا مكسيكيين ليلاً».
- في ولاية كونيكتيكت: «البيض فقط مسموح لهم التواجد ضمن حدود المدينة بعد حلول الظلام».

تم توسيع الحظرفي نيفادا ليشمل اليابانيين الأمريكيين. كما تم استبعاد اليهود أيضاً من العيش في بعض بلدات غروب الشمس، مثل مدينة دارين في ولاية كونيتيكت، وليك فوريست في ولاية إلينوي (التي حافظت على عقود الإسكان المعادية لليهود والمناهضة للأمريكيين من أصل أفريقي حتى عام 1990).
في مقالة ماريا مارولاندا لعام 2011 في مجلة Fordham Law Review بعنوان «قوانين الشفعة والهجرة المختلطة وإمكانية نشوء مدن غروب الشمس لذوي البشرة البنية»، توضح مارولاندا إمكانية استبعاد غير السود من المدن في الولايات المتحدة. تشيرمارولاندا بأن قوانين ومراسيم الهجرة في بعض البلديات يمكن أن تخلق ظروفاً مماثلة لتلك التي عاشها الأمريكيون من أصل أفريقي في مدن الغروب. ومن المرجح أن يعاني الأمريكيون من أصل إسباني من حالات الاستبعاد العرقي هذه، على الرغم من أن المستهدفين من هذه القوانين، هم المهاجرين الغير شرعيين.
تم استبعاد الأمريكيين الصينيين أيضًا من معظم سان فرانسيسكو، مما أدى إلى إنشاء الحي الصيني.

### كتب ارشادات السفر

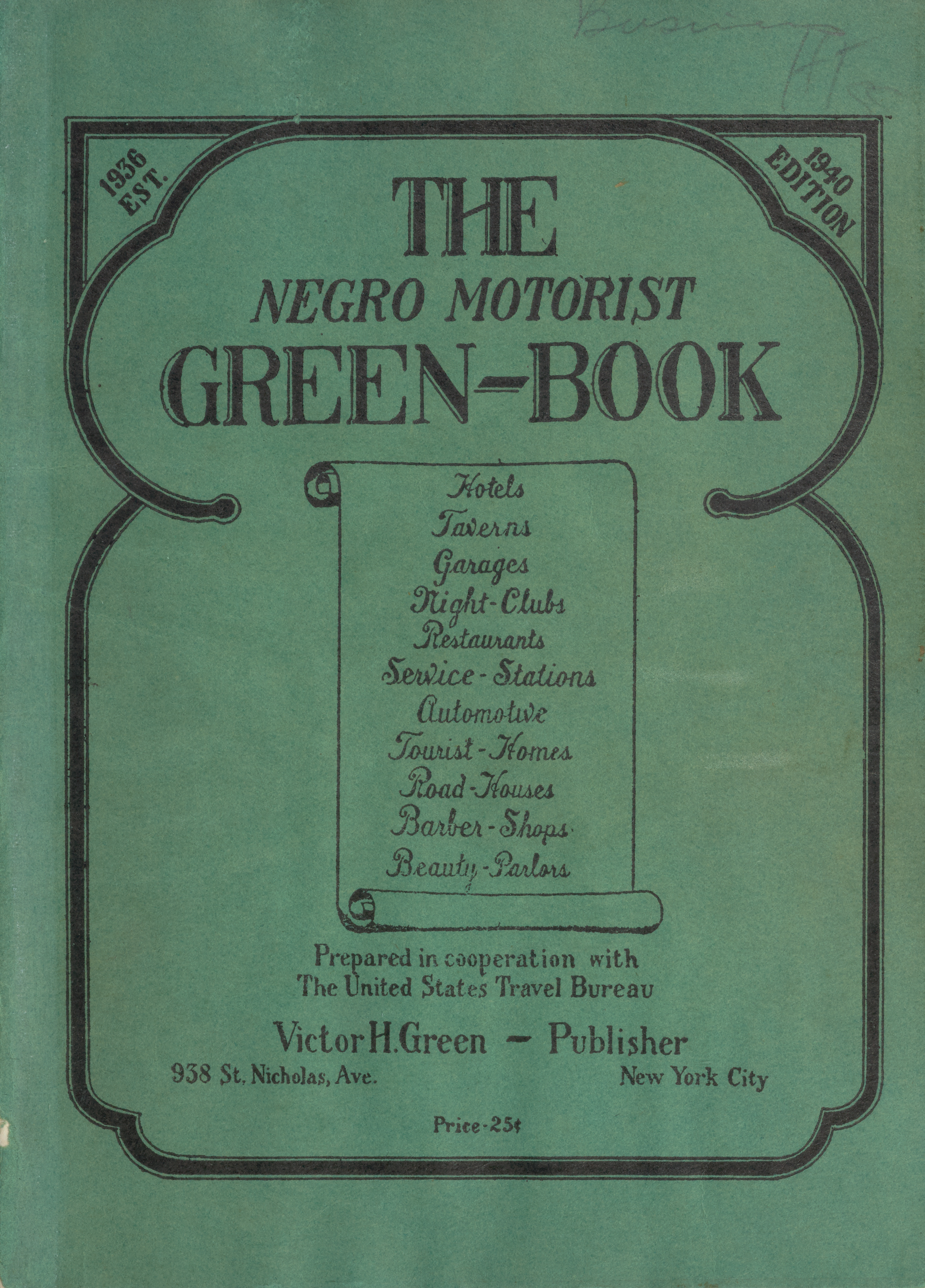
طبعة 1940 من الكتاب الأخضر لسائق السيارات الزنجي

وصف رئيس الجمعية الوطنية للنهوض بالملونين السابق جوليان بوند بأن هذا الكتاب «أحد أدوات البقاء على قيد الحياة في ظل الفصل العنصري»، واسم هذا الكتاب  الكتاب الأخضرللسائقين الزنوج (في بعض الفترات سمي الكتاب الأخضر للمسافرين الزنوج)، وكان معروف بين الناس باسم «الكتاب الأخضر». حيث كان دليلًا لسائقي السيارات الأمريكيين من أصل أفريقي، يصدر سنوياً في فترة الفصل العنصري. نشره ساعي البريد فيكتور إتش جرين وكيل السفر في نيويورك وقبلها في مدينة Hackensack في ولاية نيوجيرسي، من عام 1936 إلى عام 1966، خلال حقبة جيم كرو، عندما كان التمييز ضد غير البيض منتشرًا.
كانت الرحلات البرية للأمريكيين من أصل أفريقي محفوفة بالمضايقات والأخطار بسبب الفصل والتنميط العنصري من قبل الشرطة، وظاهرة اختفاء المسافرين المريبة، ووجود العديد من مدن غروب الشمس. وفقًا للمؤلفة كيت كيلي، «كان هناك ما لا يقل عن عشرة آلاف مدينة» غروب الشمس «في الولايات المتحدة حتى أواخر الستينيات.حيث كان على غير البيض في» بلدة الغروب «مغادرة حدود المدينة بحلول الغسق، وإلا سوف تعتقلهم الشرطة أويحدث ما هو أسوأ من ذلك. لم تكن هذه المدن مقتصرة على الجنوب - فقد تراوحت بين ليفيتاون، نيويورك، إلى جلينديل، كاليفورنيا، وتضمنت غالبية البلديات في إلينوي». كما نصح الكتاب الأخضر السائقين بارتداء قبعة السائق أو تجهيزها، في حال تم إيقافهم، يدّعون بأنهم «في طريقهم لتسليم السيارة لشخص أبيض».
في7 يونيو 2017، أصدرت الجمعية الوطنية للنهوض بالملونين تحذيرًا للمسافرين المحتملين من أصل أفريقي، أنه إذا توجب عليهم السفر إلى ولاية ميسوري، فيجب أن يكون معهم مبلغ من المال ليدفعوه ككفالة إذا لزم الأمر. هذا هو أول تحذير من نوعه تطلقه الجمعية الوطنية للنهوض بالملونين يغطي ولاية بأكملها.

### ضواحي غروب الشمس
تم دمج العديد من الضواحي في الولايات المتحدة بعد إنشاء قوانين جيم كرو. حيث كان البيض حصراً هم من يسكنون أغلب الضواحي منذ نشأتها. ساهمت المضايقات والإغراءات في إبعاد الأمريكيين الأفارقة عن مناطق الضواحي الجديدة. ولعب التعليم أيضًا دورًا كبيرًا في الحفاظ على الضواحي بيضاء، حيث أنه لم يسمح للسود بالدراسة في مدارس الضواحي، مما دفع بالعائلات السوداء إلى إرسال أطفالها إلى المدارس في بلديات كبيرة مثل أتلانتا، جورجيا.
أُجبر الأمريكيون الأفارقة على دفع رسوم للبلدية المركزية حتى يتمكن أطفالهم من الذهاب إلى المدرسة هناك. لكن لم يتم تزويدهم بوسائل النقل إلى المدرسة على الرغم من دفعهم لتلك الرسوم. أدى حاجز التعليم في الضواحي إلى هجرة الكثيرين من الامريكيين من اصول أفريقية إلى المدن في جميع أنحاء الولايات المتحدة. بالإضافة إلى هذه الحواجز التعليمية، بنى مطورو المنازل في الخمسينيات تقسيمات عقارية خاصةً بالبيض، مما دفع المزيد من الأمريكيين الأفارقة إلى الخروج من الضواحي.
عمل الأمريكيون الأفارقة الذين عاشوا في الضواحي في أعمال التنظيف والطهي والبستنة عند العائلات البيضاء. حيث انتموا إلى فئات من الطبقة العاملة الخاصة بهم في الأحياء. وعندما تحولت المدن ذات السكان المختلطين مثل تشامبلي وجورجيا وبيرل بولاية ميسيسيبي إلى ضواحي، اضطرالأمريكيين الأفارقة إلى مغادرتها.

## في القرن ال 21
في عام 2019، كتبت عالمة الاجتماع هيذر أوكونيل أن مدن غروب الشمس «أصبحت شيئًا من الماضي»، لكن الكاتب مورغان جيركنز عارضها قائلاً: «مدن غروب الشمس لم تختف أبدًا». يشير المؤرخ جيمس لوين، مؤلف كتاب مدن غروب الشمس: البعد الخفي للعنصرية الأمريكية، إلى الآثار المستمرة للفصل العنصري القسري في مدن غروب الشمس حتى بعد أن تم دمجها إلى حد ما، وهي ظاهرة يسميها «مدن الغروب من الجيل الثاني».

## مدن الغروب في الثقافة الشعبية
- تُعرف اتفاقية جنتلمان عام (1947) بأنها "الفيلم الطويل الوحيد في عصره الذي يتعامل مع مدن الغروب بجدية."[18] :14 ومع ذلك، فقد تناول الفيلم بلدة استبعدت الشعب اليهودي بدلاً من السود. "الأيديولوجية المناهضة للنازية فتحت ضواحي غروب الشمس لليهود أكثر مما فتحت للأميركيين الأفارقة. اتفاقية جنتلمان، فيلم من إخراج إيليا كازان الحائز على جائزة الأوسكار عام 1948 عرض مدينة دارين، كونيتيكت، كمدينة غروب معادية لليهود. :394
- النوع الهارب (1959)، فيلم أخرجه سيدني لوميت وبطولة مارلون براندو وآنا ماجناني، يذكر مدن غروب الشمس. حيث أنه في أحد المشاهد، يخبر مدير الشرطة في مدينة جنوبية، أحد الشخصيات عن لافتة في البلدة الصغيرة تقول، «أيها الزنجي، لا تدع الشمس تغرب عليك في هذه المقاطعة.»[1] وهذه اللافتة ظهرت أيضاً في مسرحية Orpheus Descending من تأليف تينيسي ويليامز.[29]
- وصفت الشاعرة مايا أنجيلو، في مذكراتها " أعرف لماذا يغني الطائر السجين" (1969، ولاية ميسيسيبي بأنها غير مرحبة بالأمريكيين الأفارقة بعد حلول الظلام: "لا تدع الشمس تغرب عليك أيها الزنجي، ميسيسيبي".[30]
- زارت أوبرا وينفري مقاطعة فورسيث، جورجيا، في حلقة عام1987 من برنامجها التلفزيوني. في بداية القرن العشرين، حيث كانت المقاطعة معروفة بطردها للأميركيين الأفارقة.
- Trouble Behind (ما وراء المشكلة)، فيلم وثائقي لروبي هينسون، أُنتج عام 1991، يعرض تاريخ وإرث العنصرية في كوربين، كنتاكي، مجتمع سكك حديدية صغير معروف بأنه المكان الذي انحدر منه العقيد ساندرز صاحب سلسلة مطاعم كنتاكي فرايد تشيكن، والمكان الذي حدثت فيه أعمال الشغب العرقية عام 1919، حيث تم تحميل أكثر من مائتي رجل أسود في عربات وتم نقلهم خارج المدينة. تم بث الفيلم في عام 1991 في مهرجان صندانس السينمائي ورشح لجائزة لجنة التحكيم الكبرى.[31][32][33]
- لا زنجي ولا يهود ولا كلاب عام (2000)، مسرحية لجون هنري ريدوود.[34]
- الفيلم الوثائقي منفيون: يتناول عملية طرد البيض للسود خارج المدينة في أمريكا عام (2006)، من إخراج ماركو ويليامز[35][36] مستوحى من كتاب إليوت جاسبين مدفون في المياه المُرّة: التاريخ الخفي للتطهير العنصري في أمريكا عام (2007).[37][38]
- صن داون تاون (2011)، مسرحية من تأليف كيفن دي كوهيا.
- فيلم وثائقي استقصائي بعنوان: ملفات الظلم: مدن غروب الشمس في 24 فبراير 2014 للمخرج كيث بوشامب، وإنتاج آل روكر.[39][40]
- أصدرت لعبة الفيديو مافيا 3 لعام 2016 قصة محتوى قابل للتنزيل بعنوان Faster، Baby (أسرَع عزيزي) والتي تظهر بطل الرواية الأمريكي من أصل أفريقي لينكولن كلاي يساعد مجموعة من الناشطين في مجال حقوق السود في إسقاط مدير شرطة يطبق سياسة غروب الشمس في أبرشية لويزيانا الصغيرة.
- الكتاب الأخضر (2018)، الحائز على جائزة الأوسكار لأفضل فيلم، هو دراما كوميدية تدور حول جولة في أعماق الجنوب في الستينيات من القرن الماضي من قبل عازف البيانو الكلاسيكي والجاز الأمريكي من أصل أفريقي دون شيرلي (ماهرشالا علي)، الذي تم اعتقاله في بلدة جنوبية بسبب الخروج بعد غروب الشمس.
- فيلم وثائقي 2018 Man on Fire (الرجل ذو الحماس المشتعل)حول التضحية بالنفس في 2014 لقسيس العدالة الاجتماعية المناهض للعنصرية تشارلز مور في غراند سالين، تكساس، الذي كان من سكان البلدة.
- مسلسل تلفزيوني مبني على كتاب من تأليف مات روفعام 2016 اسمه بلد لاف كرافت أُنتج عام 2020. ينضم آتيكيس إلى صديقه ليتيشا وعمه جورج للشروع في رحلة برية عبر أمريكا في الخمسينيات حينما كانت قوانين جيم كرو سائدة، بحثًا عن والده المفقود. في الحلقة الأولى من الموسم الأول، يتم إيقاف الثلاثي من قبل ضابط شرطة يبلغهم بأنهم في «مقاطعة غروب الشمس»، ثم يهدد بإعدامهم دون محاكمة ما لم يتمكنوا من مغادرة المقاطعة قبل غروب الشمس.[41][42]

## قراءة معمقة
- Bibbs, Rebecca (3 أبريل 2016). "Madison County communities strive to overcome 'sundown town' reputation". The Herald Bulletin. مؤرشف من الأصل في 2021-02-27.
- Byrne, Robert (2009). Sundown Towns in the D.C. Metropolitan Area: a Comparative Analysis.
- Esquibel, Elena (2011). Performing History: Oral Histories of Sundown Towns in Southern Illinois. مؤرشف من الأصل في 2021-03-01.
- Hallett, Vicky. "Sundown towns: No blacks after dark (Interview with James Loewen)". U.S. News. مؤرشف من الأصل في 2013-03-18.
- Huber, Patrick (2002). Race Riots and Black Exodus in the Missouri Ozarks, 1894–1905.
- Kirk, John (2014). Race and Ethnicity in Arkansas: New Perspectives.
- Loewen، James William (2009). "Sundown Towns and Counties: Racial Exclusion in the South". Southern Cultures.
- Loewen، James William (1 نوفمبر 2015). "Guest Commentary: Sundown towns remain problem". The News-Gazette. مؤرشف من الأصل في 2019-05-27.
- Smith, Robert (28 أبريل 2015). "An 'Occupied' Milwaukee: Part I". Milwaukee Magazine. مؤرشف من الأصل في 2017-03-08.
- "Sundown Town". CNN. 8 ديسمبر 2006. مؤرشف من الأصل في 2020-08-08. Article on Vidor, Texas' long time reputation as a sundown town.
- "Sundown Towns". Encyclopedia of Arkansas History & Culture. مؤرشف من الأصل في 2019-05-11.
- "Sundown towns". Tougaloo.edu. مؤرشف من الأصل في 2021-04-22.
- "Information on racial proportions of towns in the United States". U.S. Census Bureau. مؤرشف من الأصل في 2021-05-19.
- Loewen، James William. "Bibliography of Books that Treat Sundown Towns". Tougaloo.edu. مؤرشف من الأصل في 2021-03-08.
- Loewen، James William (23 أكتوبر 2005). "Book Talk: Sundown Towns: A Hidden Dimension of American Racism". C-SPAN Book TV. مؤرشف من الأصل في 2021-03-08.
- Loewen، James William؛ Cheney، Matt. "Map of Sundown Towns in the United States". مؤرشف من الأصل في 2021-04-26.
- The Negro Travelers' Green Book (ط. Interactive). جامعة كارولاينا الجنوبية Library. Spring 1956. مؤرشف من الأصل في 2018-05-20.